# Pterygoneurum pusillum
Pterygoneurum pusillum là một loài rêu trong họ Pottiaceae. Loài này được C.E.O. Jensen mô tả khoa học đầu tiên năm 1923.
Danh pháp khoa học của loài này chưa được làm sáng tỏ. 